# Gmina Brudzew
Die Gmina Brudzew  ist eine Landgemeinde im Powiat Turecki der Woiwodschaft Großpolen in Polen. Ihr Sitz ist das gleichnamige Dorf (deutsch Brudzew) mit etwa 1600 Einwohnern.

## Gliederung
Zur Landgemeinde (gmina wiejska) Brudzew gehören 24 Dörfer mit einem Schulzenamt (sołectwo):
| Bogdałów Bratuszyn Brudzew (Brudzew, 1943–1945 Zweikirchen) Brudzyń Chrząblice Cichów Dąbrowa Galew | Głowy Izabelin Janiszew Janów (1943–1945 Johannsburg) Kolnica Kozubów Koźmin Krwony | Kuźnica Janiszewska Kwiatków Marulew Olimpia Podłużyce Tarnowa Wincentów |

Weitere Ortschaften der Gemeinde sind Bierzmo, Bierzmo Duże, Bogdałów-Kolonia, Brudzew Kolonia, Goleszczyzna, Koble (1943–1945 Kobeln), Krwony Kolonia, Kuźnica Koźmińska, Sacały und Smolina.